# Fraternidade
Fraternidade est une localité de Sao Tomé-et-Principe située au sud-est de l'île de Sao Tomé, à proximité de São João dos Angolares, dans le district de Caué. C'est une ancienne roça.

## Population
Lors du recensement de 2012, on y a dénombré 38 habitants.

## Roça
Le siège de la roça est bâti à flanc de la montagne, à environ 130 m d'altitude, sur une péninsule culminant à 341 mètres, entre l'estuaire du Rio São João et celui du Io Grande. Le site offre un large panorama sur la baie de Vera Cruz.
De type roça-avenida (c'est-à-dire avec des constructions alignées de part et d'autre d'un axe central), la roça a conservé la casa principal (maison de maître) et le séchoir.